# 16 Batalion Dowodzenia
16 Batalion Dowodzenia Ziemi Elbląskiej (16 bdow) – oddział Wojska Polskiego, utworzony 25 maja 1995.
Święto 16 Batalionu: 25 maja.

## 43 Batalion Łączności
Rozkazem OW II Nr 0034 z dnia 5 maja 1949  r. na bazie kompanii łączności utworzono 43 Batalion Łączności. Utworzoną jednostkę przeniesiono z Wrzeszcza do Elbląga.
Prowadzona przez komisję sztabu POW inspekcja szkolenia bojowo-politycznego w dniach 21-29 kwietnia 1960 r. oceniła batalion na ocenę dobrą.
Na podstawie wyników z inspekcji prowadzonej przez komisję POW oraz kontroli prowadzonej przez sztab, dowódca 16 KDPanc rozkazem nr PF 42, przyznał batalionowi puchar jako najlepszej jednostce na szczeblu związku taktycznego.
Decyzją Rady Państwa w dowód uznania za zasługi dla obronności kraju 5 listopada 1961 r. gen. bryg. Eugeniusz Molczyk wręczył batalionowi sztandar wojskowy.
W kwietniu 1964 r. komisja dowództwa POW prowadziła kontrolę wyszkolenia bojowo–politycznego oraz dyscypliny w batalionie. Za całokształt kontroli batalion uzyskał ocenę dobrą.
12.10.1973 r. ppłk Mieczysław Pawłowski dokonał otwarcia sali tradycji 43 bł..
21 listopada 1980 r. batalion został odznaczony medalem pamiątkowym "Za Zasługi dla Pomorskiego Okręgu Wojskowego".
W nocy z 12 – 13 grudnia 1981 r. decyzją Rady Państwa na terytorium całego kraju wprowadzony został stan wojenny. Batalion otrzymał rozkaz osiągnąć pełną gotowość bojową i przegrupować się do Puszczy Kampinoskiej. Po wykonaniu zadań batalion powrócił do koszar 7 stycznia 1982 r. i realizował zadania stanu wojennego.
W kwietniu 1982 r. batalion został wyróżniony w rozkazie dowódcy Pomorskiego Okręgu Wojskowego. Ukoronowaniem wytężonych lat służby i pracy żołnierzy jednostki było wyróżnienie batalionu w rozkazie ministra obrony narodowej w 1983 r.
W sierpniu 1990 r. batalion zmienił miejsce dyslokacji z ulicy Saperów na ul. Królewiecką.
W czasie prowadzonych ćwiczeń "GRAB – 92" w marcu 1992 r. batalion otrzymał ocenę dobrą.
W dniach 16 – 19 marca 1993 r. jednostka uczestniczyła w ćwiczeniach "KLON – 93" m. Orzysz i uzyskała ocenę 4.00.
Pod koniec 1993 r. batalion zmienił ponownie miejsce dyslokacji, przenosząc się do obiektów koszarowych byłego Ośrodka Szkolenia Wojsk Lądowych im. Rodziny Nalazków.

## Jako batalion dowodzenia
Rok 1994 to okres urządzania batalionu w nowym obiekcie koszarowym i w nowych strukturach organizacyjnych, pod kątem tworzenia nowej jednostki – 16 Batalionu Dowodzenia. Od 1 stycznia 1995 r. na bazie 43 Batalionu Łączności, Kompanii Ochrony Regulacji Ruchu 16 DZ, 32 Kompanii Dowodzenia Szefa OPL 16 DZ, 48 Baterii Dowodzenia Szefa Artylerii 16 DZ – rozpoczął funkcjonowanie 16 Batalion Dowodzenia 16 Pomorskiej Dywizji Zmechanizowanej im. króla Kazimierza Jagiellończyka.
W czerwcu 1995 r. batalion brał udział w zawodach na najlepiej urządzone stanowisko dowodzenia dywizji w warunkach poligonowych organizowanych przez Sztab Generalny WP. W zawodach 16 bdow zajmuje II miejsce na szczeblu WP.
14 września 1995 r. społeczeństwo miasta Elbląga ufundowało sztandar wojskowy dla jednostki, który uroczyście wręczono na placu Króla Kazimierza Jagiellończyka w ramach święta 16 PDZ. Sztandar wręczył dowódca Warszawskiego Okręgu Wojskowego gen. dyw. Julian Lewiński.
Za całokształt działalności szkoleniowo–wychowawczej w 1995 r. batalion w ramach współzawodnictwa zajął I miejsce na szczeblu 16 PDZ wśród równorzędnych pododdziałów.
19 czerwca 1996 r. został oddany do użytku kościół garnizonowy. W ceremonii poświęcenia kościoła wzięli udział: Biskup Polowy WP gen. dyw. Sławoj Leszek Głódź oraz Dowódca Warszawskiego Okręgu Wojskowego gen. dyw. Julian Lewiński.
W 1996 r. batalion został poddany kontroli kompleksowej przez dowództwo i sztab WOW. W wyniku kontroli otrzymał ocenę dobrą.
We wrześniu 1996 roku część sił i środków jednostki wzięła udział w ćwiczeniach "KLON – 96", zadania swoje wykonała na ocenę dobrą. W marcu 1997 roku jednostka była poddana kontroli kompleksowej przez Sztab Generalny WP i otrzymała ocenę dobrą.
W czerwcu 1998 r. dowództwo i sztab Warszawskiego Okręgu Wojskowego przeprowadziło kontrolę mobilizacyjną, w wyniku której batalion otrzymał ocenę dobrą.
Za całokształt działalności szkoleniowo–wychowawczej w 1998 r. jednostka zajęła II miejsce wśród równorzędnych jednostek na szczeblu ZT.
W dniach 22-25.06.1999 r. w Orzyszu odbyły się ćwiczenia dowódczo–sztabowe pk. "OPAL – 99". W ćwiczeniach tych brały udział wszystkie jednostki 16 DZ w tym 16 bdow. Ćwiczenia te zostały ocenione na ocenę dobrą.
We wrześniu w dniach 11-12 odbyły się obchody 80. rocznicy święta 16 DZ, które zostały połączone z otwarciem basenu "DELFIN – 2". W tych uroczystościach udział wzięli zaproszeni goście, kadra, pracownicy cywilni i żołnierze.
04.10.2000 r. na terenie 16 bdow odbyło się pożegnanie szefa sztabu generalnego WP gen. broni Henryka Szumskiego.
Decyzją nr 124/MON MON z dnia 25 czerwca 2001 r. dla podkreślenia więzi żołnierzy 16 Batalionu Dowodzenia ze społeczeństwem Elbląga i ziemi elbląskiej, na podstawie rozkazu nr 1 /MON Ministra Obrony Narodowej z dnia 2 stycznia 1991 r. w sprawie dziedziczenia i kultywowania tradycji oręża polskiego (DZ. Rozk. MON poz. 1) Minister Obrony Narodowej polecił 16 Batalionowi Dowodzenia przyjąć nazwę wyróżniającą "Ziemi Elbląskiej".
W czerwcu 2001 r. dokonano zmian etatowych w jednostce. Batalion został wyposażony w sprzęt nowej generacji, który spełnia wymogi stawiane w strukturach natowskich.
W dniu 26 czerwca 2001 r. na terenie batalionu odbyło się przekazanie obowiązków dowódcy 16 Dywizji Zmechanizowanej przez gen. bryg. Waldemara Skrzypaczka. Obowiązki objął płk dypl. Lech Stefaniak.
W dniu 05.10.2001 r. jednostkę wizytował biskup polowy WP gen. dyw. Sławoj Leszek Głódź.
27 listopada 2001 r. do batalionu z uroczystą wizytą przybyła delegacja żołnierzy z Wielkiej Brytanii.
W dniach 01-15.02.2002 r. żołnierze 16 Batalionu Dowodzenia brali udział w ćwiczeniach międzynarodowych pk "Strong Resolve 2002", za które jednostka w opinii przełożonych została oceniona na ocenę dobrą.
20 sierpnia 2002 r. na terenie batalionu gen. dyw. Krzysztof Skarbowski, były szef szkolenia wojsk lądowych przejął obowiązki dowódcy 16 Pomorskiej Dywizji Zmechanizowanej od płk dypl. Ryszarda Jabłońskiego. W uroczystości uczestniczył dowódca wojsk lądowych gen. broni Edward Pietrzyk, a także dowódca 1 Korpusu Zmechanizowanego gen. dyw.Zbigniew Głowienka.
W dniach 25.08.-06.09.2002 r. w miejscowości Aalborg w Danii odbyły się ćwiczenia łączności wojsk NATO pk. "CATHODE EMISSION 2002". W ćwiczeniach tych batalion reprezentowali st. chor. szt. Wieńczysław Kędzior i plut. Dariusz Gryncewicz, dowódcy załóg RWŁC-10/T. Podczas ćwiczenia zostały przeprowadzone testy sprzętu łączności nowej generacji ze sprzętem członków państw NATO, które oceniono na ocenę dobrą.
W dniach 26.08.-31.08.2002 r. batalion został poddany inspekcji przez Departament Kontroli MON pod przewodnictwem gen. bryg. Piotra Makarewicza. W czasie kontroli jednym z elementów sprawdzenia było przemieszczenie pododdziałów z MSD do rejonu alarmowego.
W dniu 01.02.2018 r. batalion został przeformowany w Pułk Wsparcia Dowodzenia Dowództwa Wielonarodowej Dywizji Północny – Wschód.

## Struktura organizacyjna
- Dowództwo i sztab
- 2 kompanie łączności
- kompania węzłów bazowych
- kompania ochrony i regulacji ruchu
- kompania logistyczna

## Dowódcy
- kpt. Zygmunt Moskwa – 1949–1951
- mjr Zygmunt Kujawski – 1951–1965
- mjr Aleksander Merło – 1965–1965
- mjr Mieczysław Pawłowski – 1965–1975
- kpt. Mieczysław Łyjak – 1975–1977
- mjr dypl. Stanisław Kajda – 1977–1979
- mjr Stefan Gniazdowski – 1979–1984
- mjr Józef Tyburczy – 1984–1987
- ppłk dypl. Ryszard Więcławski – 1987–1998
- ppłk mgr inż. Roman Zalewski – 1998–2006
- ppłk mgr inż. Ireneusz Szkolniak – 2006–2010
- ppłk mgr inż. Andrzej Duda – 2010-2018